# Акрітас Хлоракас
«Акрітас Хлоракас» (грец. Ακρίτας Χλώρακας) — кіпрський футбольний клуб із Хлоракаса, що виник 1971 року. Виступає у першому дивізіоні Кіпру.

## Історія
Команда, яка заснована в 1971 році. Через два роки приєдналася до Кіпрської футбольної асоціації, змагаючись у третьому кіпрському дивізіоні. Протягом багатьох років «Акрітас» балансував між другим і третім дивізіонами, загалом тричі виграючи змагання в Третьому дивізіоні і одного разу виграли Кубок Кіпру для нижчих дивізіонів.
«Акрітас Хлоракас» посів третє місце у Другому кіпрському дивізіоні сезону 2021-22 і вперше в історії клубу піднявся до Першого дивізіону.
У 2023 році клуб очолював українець Дмитро Михайленко.
За підсумками сезону 2024–25, клуб повернувся до Першого дивізіону.

## Досягнення
- Третій дивізіон

Переможець (3): 1976-77, 2008-09, 2015–16